# Sony Ericsson K700
 (mars 2025).
Si vous disposez d'ouvrages ou d'articles de référence ou si vous connaissez des sites web de qualité traitant du thème abordé ici, merci de compléter l'article en donnant les références utiles à sa vérifiabilité et en les liant à la section « Notes et références ».
Le Sony Ericsson K700 a été introduit en 2004 comme modèle haut de gamme et successeur du T630. Il a lui-même été suivi du K750.

## Fonctions
Le K700 intègre Bluetooth, IrDA, GPRS (4+2), support Java ME ainsi qu'un appareil photo 640×480 (définition VGA) capable de faire également des vidéos. Il possède un zoom numérique 4× et un flash LED suffisamment puissant pour être également utilisable comme lampe torche. Par extrapolation l'appareil photo peut prendre des photos d'un plus grande résolution - jusqu'à 1280x960 en mode étendu, une résolution d'environ 1,2 mégapixel. Cependant, à cause d'une piètre qualité VGA, les photos apparaissent souvent pixelisées quand elles sont transférées sur un écran PC. Le K700 possède également la fonction email client, WAP et navigateur HTML avec support SVG, un lecteur media capable de lire les formats audio MIDI, WAV, MP3 et AAC ou 3GP, MPEG-4 vidéo, ainsi qu'un FM radio (utilisable uniquement quand l'écouteur est branché). Les fichiers MP3 peuvent être utilisés comme sonnerie sauf sur l'édition spéciale Vodafone en raison d'une atteinte au copyright.
Son implémentation Java ME supporte l'application Mobile 3D Graphics API. La mémoire embarquée utilisable est de 41 mégaoctets, non extensible.
Une fonction innovante du mobile a été le  HID Bluetooth, sous la dénomination « Remote Control ». C'est la première occurrence d'un profile HID support dans un objet du quotidien. Cette fonction peu documentée permettait au téléphone de fonctionner comme un clavier/souris d'ordinateur. Cette innovation a été par la suite intégrée dans la plupart des modèles Sony Ericsson suivants, tels que le Sony Ericsson S700 ou le K750.

## Variantes
- K700i ('i' pour International'): GSM 900/1800/1900 toutes régions excepté la Chine.
- K700c ('c' pour China): GSM 900/1800/1900 pour la Chine, avec clavier et interface en chinois.

## Design

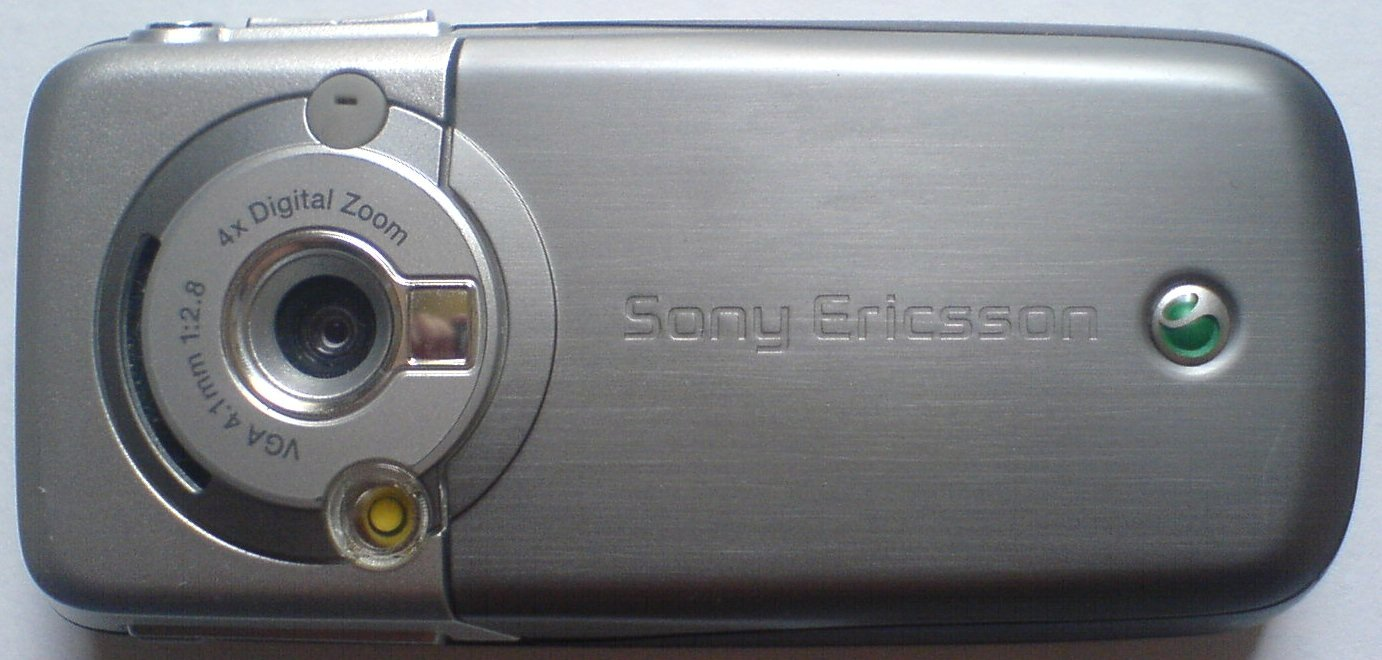
La lentille photo est au dos du K700.

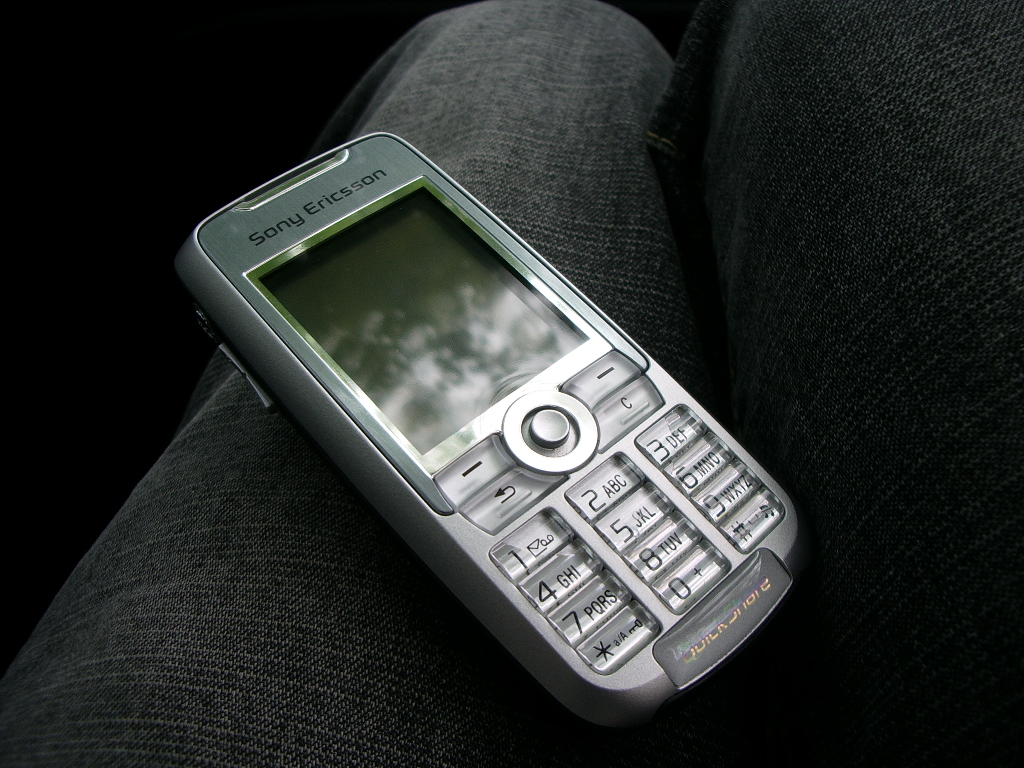
La face avant du Sony Ericsson K700.